# Wiener Städtische Versicherung
Die Wiener Städtische Versicherung ist die größte Einzelgesellschaft der internationalen Versicherungsgruppe Wiener Versicherung Gruppe mit Sitz in Wien. Mit einem Marktanteil von rund 17,4 Prozent zählt die Wiener Städtische zu den größten Versicherungsgesellschaften Österreichs. Die Wiener Städtische ist in allen Sparten (Schaden/Unfall, Leben und Kranken) tätig, sowohl für private Kunden als auch im Gewerbe- und Firmenkundenbereich.
Die Wiener Städtische ist Arbeitgeber für rund ein Drittel aller Lehrlinge, die österreichweit zu Versicherungskaufleuten ausgebildet werden, und ist damit der größte Lehrlingsausbildner in der Branche.

## Geschichte
1824 wurde die „Wechselseitige k.k. priv. Brandschadenversicherungsanstalt“ durch Georg von Högelmüller gegründet. 364 Persönlichkeiten, darunter Fürsten, Grafen, Barone und Industrielle sowie kirchliche Institutionen wie Klöster und Stifte, waren an der Gründung beteiligt. Auf Betreiben des Mathematikprofessors Josef Salomon nahm 1839 die erste Lebensversicherung in Österreich, die „Allgemeine wechselseitige Capitalien- und Renten-Versicherungsanstalt“, in Wien ihren Betrieb auf. Später wurde diese Gesellschaft in „Janus wechselseitige Lebensversicherung-Anstalt“ umbenannt.
Anlässlich des 50-jährigen Regierungsjubiläums von Kaiser Franz Joseph I. beschloss der Wiener Gemeinderat im Jahr 1898 die Gründung der „Städtische Kaiser Franz Joseph-Jubiläums-Lebens- und Rentenversicherungs-Anstalt“. Dieser Firmenname wurde 1919 in „Gemeinde Wien-Städtische Versicherungsanstalt“ geändert. Seither wird die Kurzform Wiener Städtische verwendet. Der Geschäftsbetrieb wurde auf den Nichtlebensbereich ausgeweitet.
10 Jahre später, 1929, übernahm die Wiener Städtische ein Aktienpaket der „Union Versicherungs-Aktiengesellschaft“. Dadurch hatte sie die Möglichkeit, auch die Transport-, Hagel- und Viehversicherung zu betreiben. 1934 erwarb die Wiener Städtische die von der „Wechselseitigen Krankenversicherungsanstalt“ begebenen Anteilsscheine und übernahm die Verwaltung dieser Gesellschaft. 1947 wurde der Firmenname geändert in „Wiener Städtische Wechselseitige Versicherungsanstalt“.
Am 14. Juni 1955 wurde der heutige Unternehmenssitz am Schottenring auf der Wiener Ringstraße eröffnet. Der Ringturm war das erste Bürohochhaus Wiens. 1971 übernahm die Wiener Städtische die Aktienmehrheit an der „Donau Allgemeine Versicherungs-Aktiengesellschaft“.
Im Jahr 1990 unternahm die Wiener Städtische die erste Aktivität im Ausland im Rahmen des Einstiegs in den Versicherungsmarkt der damaligen Tschechoslowakei durch Beteiligung an der Neugründung der Kooperativa. 1994 erfolgte die Emission von Vorzugsaktien an der Wiener Börse.
Im Jahr 2006 wurde die Dachmarke „Vienna Insurance Group“ eingeführt, zwei Jahre später folgte der Abschluss einer gegenseitigen Vertriebsvereinbarung mit der Erste Group Bank AG sowie der Erwerb der s Versicherung.
Mit 3. August 2010 erfolgte die Trennung des operativen Versicherungsgeschäftes von der internationalen Tätigkeit des Konzerns in die börsennotierte Konzernholding Vienne Insurance Group AG Wiener Versicherung Gruppe und die größte Einzelgesellschaft des Konzerns in Österreich, die Wiener Städtische Versicherung AG Vienna Insurance Group.
Die Wiener Städtische Versicherung feierte am 24. Dezember 2014 ihr 190-jähriges Bestehen. Mit neun Landesdirektionen und 140 Geschäftsstellen ist sie in ganz Österreich präsent und verfügt über einen Marktanteil von rund 13,7 Prozent.
Am 1. Oktober 2018 fusionierte die Wiener Städtische Versicherung mit der s Versicherung, welche als Bankenvertriebsmarke erhalten bleibt. Die Wiener Städtische Versicherung wurde damit mit einem Prämienvolumen von knapp 1,4 Mrd. Euro und einem Marktanteil von mehr als 23 Prozent der größte Lebensversicherer in Österreich.

## Management
Der Vorstand der Wiener Städtischen Versicherung besteht [Stand 2021] aus sechs Mitgliedern:
- Generaldirektor, CEO Ralph Müller
- Generaldirektor-Stellvertreterin Sonja Brandtmayer
- Vorstandsdirektor Roland Gröll
- Vorstandsdirektorin Sonja Raus
- Vorstandsdirektor Gerald Weber
- Vorstandsdirektorin Doris Wendler

Der Aufsichtsrat besteht aus elf Mitgliedern und wird von Generaldirektor Robert Lasshofer geleitet.

## Landesdirektionen
Die Wiener Städtische Versicherung ist mit Landesdirektionen in allen Bundesländern und rund 130 Geschäftsstellen flächendeckend in ganz Österreich vertreten.